# (100312) 1995 LQ
(100312) 1995 LQ es un asteroide perteneciente al cinturón de asteroides, descubierto el 3 de junio de 1995 por el equipo del Spacewatch desde el Observatorio Nacional de Kitt Peak, Arizona, Estados Unidos.

## Designación y nombre
Designado provisionalmente como 1995 LQ.

## Características orbitales
1995 LQ está situado a una distancia media del Sol de 2,329 ua, pudiendo alejarse hasta 2,719 ua y acercarse hasta 1,939 ua. Su excentricidad es 0,167 y la inclinación orbital 2,333 grados. Emplea 1298 días en completar una órbita alrededor del Sol.

## Características físicas
La magnitud absoluta de 1995 LQ es 16,4.